# 堺県
堺県（さかいけん）は、明治元年（1868年）に和泉国（現・大阪府南西部）の旧幕府領・旗本領を管轄するために設置された県。のちに和泉国、河内国（現・大阪府東部）、大和国（現・奈良県）のそれぞれ全域を管轄した。

## 概要

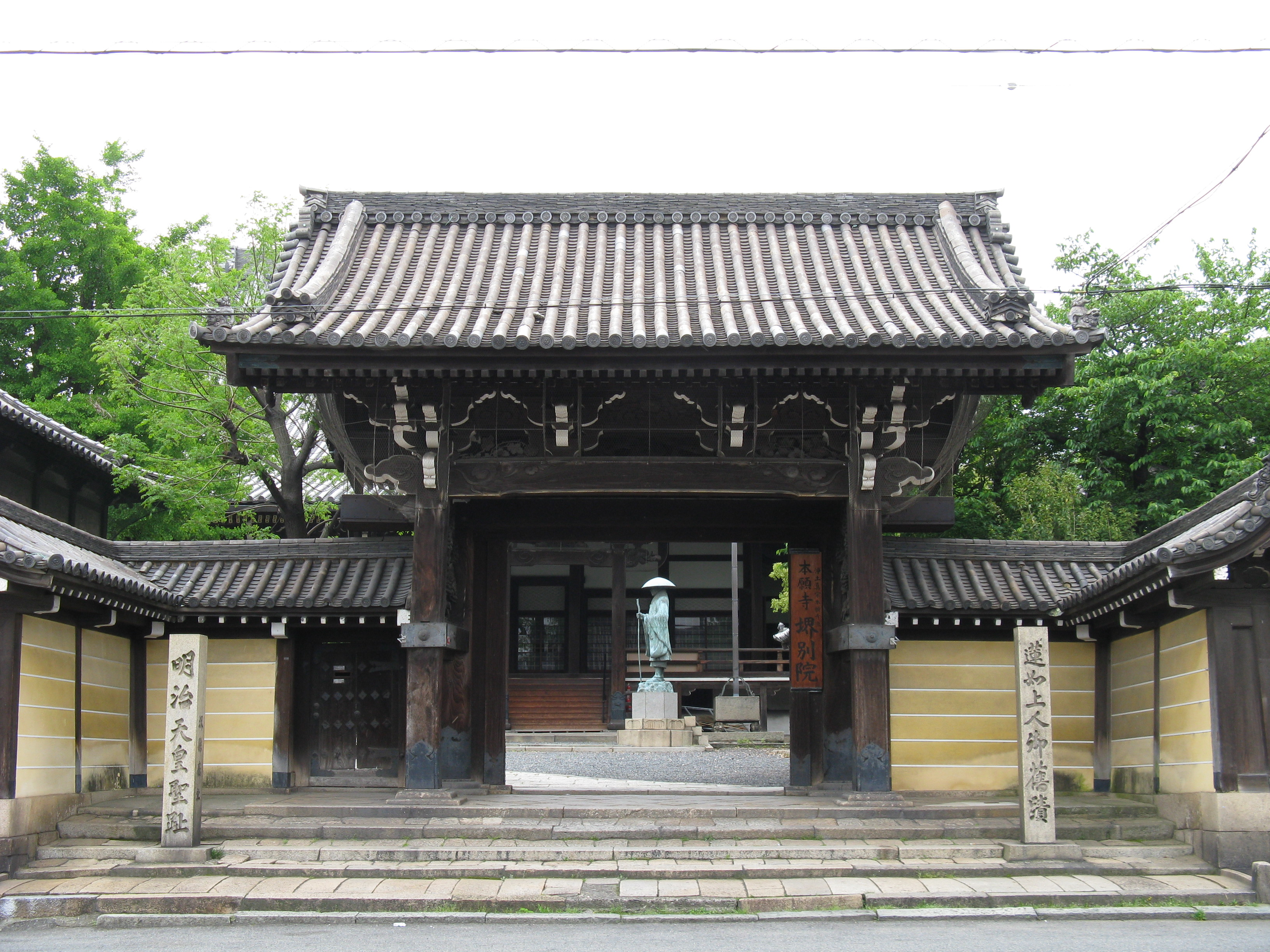
明治3年12月（1871年1月）以後、県庁がおかれた本願寺堺別院

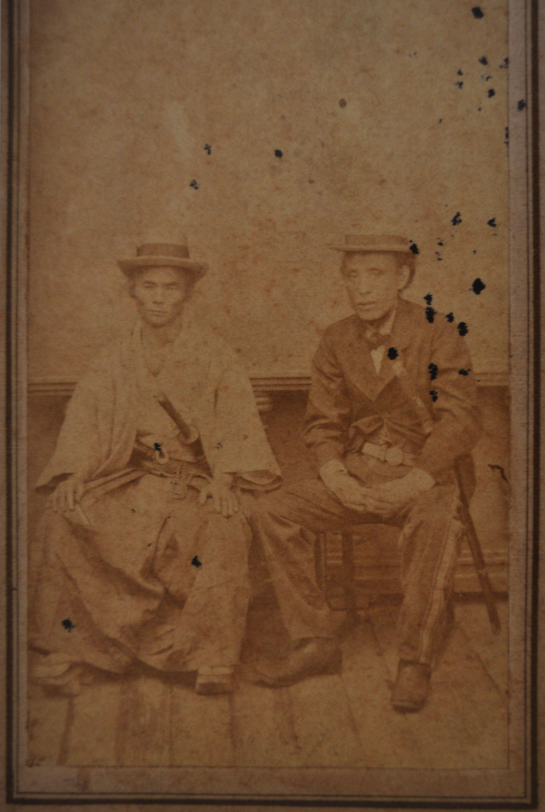
右側は大久保利通、左側が堺県知事時代の税所篤と思われる。大久保の日記（明治四年五月六日条）に「今日税所子同行写真所等江参」とある。

鳥羽・伏見の戦い後の明治元年1月10日（1868年2月3日）に征討大将軍の仁和寺宮嘉彰親王が大坂城へ入城すると、明治新政府によって1月22日（2月12日）に大阪鎮台が発足し、1月27日（2月20日）に大阪裁判所へ改称。堺では、堺奉行所跡に大阪裁判所の出張所が設置され、閏4月に堺役所へ改称された。5月2日（6月21日）に大阪裁判所が大阪府へ改称されたが、同時に管轄範囲が広大化した。このことを受けて、6月8日（7月27日）に堺役所が和泉国の旧幕府領を管轄するようになり、6月22日（8月10日）に大阪府から堺役所を分割して堺県が発足した。
堺役所がそのまま堺県庁となり、堺役所判事だった小河一敏が初代堺県知事となった。小河は上からの「仁政」すなわち民に情け深い政治をすべきだとの強い儒教思想の持ち主で、独自の県治方針を抱いていた。大雨で氾濫する大和川の治水工事を、官費では間に合わないので、自分や幹部の年俸を拠出して積極的に進めた。また、県札を発行して経済流通の活性化を図ったり、全国の小学校開設に先立って郷学校を再興し、県学として近代教育のスタートを切るなど、中央の統制を越えて積極的な地方行政を押し進めようとした。このため明治政府と対立し、明治3年（1870年）に早々と免官になってしまう。
第2代知事には税所篤が就任し、明治4年（1871年）に堺県令となった。明治9年（1876年）の第2次府県統合により奈良県を編入。県師範学校・医学校・病院・女紅場（女学校）・堺版教科書の発行など教育行政や、堺灯台の建造など港湾改修、紡績所・レンガ工場の建設、堺博覧会など商工業振興のほか、浜寺公園、大浜公園、奈良公園の開設など、先進的に県政が進んだ。
しかし、明治14年（1881年）に堺県は大阪府へ編入されて廃止となった。これは、廃藩置県後の県の整理の一環とも見られるが、全国的に見ればその作業は完了しており、逆に大きすぎる県の分割の方に問題が移りつつあった中での合併であった（現実に堺県の合併以後、北海道の再編や東京都制の施行、第二次世界大戦後のアメリカ軍の軍政施行によって一時廃止された沖縄県以外に府県が廃止された例はない）。そのため、府域が極めて狭い上、銀目廃止令による両替商の相次ぐ倒産や大名貸の不良債権化による経済の地盤沈下に直面していた大阪府を、「府」にふさわしい規模にするために行われたと考えられている。
大阪府編入後に堺県が再設置されることはなかったが、大阪府編入直後から奈良県再設置運動が開始され、明治20年（1887年）に奈良県（第2次）が再設置された。奈良県（第2次）の初代県知事には堺県令だった税所篤が就任している。

## 沿革
- 明治元年（1868年 - 1869年）
  - 6月22日（1868年8月10日） - 大阪府から堺役所を分割して堺県が発足。発足当時の管轄地域は旧堺役所支配地であり、堺市街地一円と和泉国内4郡の郡村からなる。
  - 7月23日（1868年9月9日） - 達により和泉国日根郡・南郡内の京都守護職役知を編入。
  - 10月24日（1868年12月7日） - 大阪府との境界を大和川に定める。これにより摂津国住吉郡の大和川以南の土地を堺県の所轄とする太政官達が出されるが、実際に編入されるのは明治4年9月30日（1871年11月12日）のことである。
- 明治2年（1869年 - 1870年）
  - 3月4日（1868年4月15日） - 明治2年2月12日（1868年3月24日）の太政官達により、和泉国大鳥郡・和泉郡内の関宿藩領を編入。
  - 8月2日（1869年9月7日） - 河内県廃止に伴い、民部省達により旧河内県の河内国16郡内の郡村が堺県管轄となる。引受が完了するのは8月27日（1869年10月2日）。
  - 8月 - 民部省達により紀伊国伊都郡・那賀郡内の高野山領、和泉国内の一橋徳川家領、田安徳川家領を編入。ただし旧高野山領は明治3年2月27日（1870年3月28日）に五條県へ移管となる。
  - 12月26日（1870年1月27日） - 廃藩となった狭山藩を編入。

- 明治3年（1870年 - 1871年）
  - 2月 - 和泉国内の土浦藩領、旧幕府領（岸和田藩預地）、河内国内の高徳藩領、旧幕府領（宇都宮藩預地、高槻藩預地）などを編入。
  - 2月27日（1870年3月28日） - 旧高野山領および錦部郡、石川郡の一部を新設の五條県に編入。

- 明治4年（1871年 - 1872年）
  - 9月30日（1871年11月12日） - 摂津国住吉郡のうち大和川以南を和泉国大鳥郡に編入。
  - 11月22日（1872年1月2日） - 第1次府県統合により、堺県、伯太県、岸和田県、吉見県、丹南県が統合され、改めて堺県が発足。「堺県」が正式名称として確定。県庁を本願寺堺別院（堺北御坊）へ移転。

- 明治6年（1873年） - 日本初の公立公園となる浜寺公園が開園。
- 明治7年（1874年）1月22日 - 大区小区制を施行し、和泉国第1 - 3大区、河内国第1 - 3大区に区割。
- 明治9年（1876年）
  - 4月18日 - 第2次府県統合により、奈良県を編入。
  - 10月24日 - 大和国第1 - 5大区に区割。
- 明治13年（1880年）4月15日 - 郡区町村制を施行し、堺区役所、湊郡役所（大鳥郡・和泉郡）、岸和田郡役所（南郡・日根郡）、古市郡役所（石川郡・錦部郡・八上郡・古市郡・安宿部郡・丹南郡・志紀郡）、八尾郡役所（丹北郡・高安郡・渋川郡・大県郡・若江郡・河内郡）、枚方郡役所（茨田郡・交野郡・讃良郡）、奈良郡役所（添上郡・添下郡・山辺郡・広瀬郡・平群郡）、三輪郡役所（十市郡・式上郡・式下郡・宇陀郡）、御所郡役所（高市郡・葛上郡・葛下郡・忍海郡）、五條郡役所（宇智郡・吉野郡）を設置。
- 明治14年（1881年）2月7日 - 大阪府に編入。同日堺県廃止。

## 管轄地域

### 第1次府県統合以前
河内県、狭山藩から編入された地域は、それぞれの項目を参照。なお相給が存在するため、村数の合計は一致しない。
- 和泉国
  - 大鳥郡のうち - 92村（幕府領23村、旗本領25村、岸和田藩預所1村、一橋徳川家領9村、田安徳川家領25村、関宿藩領13村）
  - 和泉郡のうち - 61村（幕府領3村、一橋徳川家領38村、関宿藩領16村、吉見藩領1村）
  - 南郡のうち - 7村（幕府領）
  - 日根郡のうち - 15村（会津藩役知）
- 河内国
  - 石川郡のうち - 20村（旗本領1村、下館藩領19村）
  - 錦部郡のうち - 6村（幕府領4村、旗本領2村）
  - 八上郡のうち - 11村（館林藩領）
  - 古市郡のうち - 5村（伯太藩領1村、下館藩領5村）
  - 安宿部郡のうち - 1村（旗本領）
  - 丹南郡のうち - 31村（幕府領6村、旗本領3村、丹南藩領12村、館林藩領9村、小田原藩領1村）
  - 志紀郡のうち - 2村（旗本領1村、丹南藩領1村）
  - 丹北郡のうち - 27村（旗本領2村、館林藩領13村、丹南藩領5村、狭山藩領4村、小田原藩領2村、高徳藩領1村）
  - 高安郡のうち - 1村（小田原藩領）
  - 渋川郡のうち - 17村（幕府領1村、淀藩領12村、高徳藩領4村）
  - 大県郡のうち - 2村（旗本領）　
  - 若江郡のうち - 8村（旗本領4村、高徳藩領2村、沼田藩領2村）
  - 河内郡のうち - 4村（旗本領）
  - 茨田郡のうち - 14村（幕府領1村、高槻藩預所6村、加納藩領4村、高槻藩領3村）
  - 交野郡のうち - 2村（旗本領）
  - 讃良郡のうち - 4村（幕府領1村、旗本領1村、郡山藩領2村）

### 第1次府県統合以降
- 和泉国一円
- 河内国一円

### 第2次府県統合以降
- 和泉国一円
- 河内国一円
- 大和国一円

## 歴代知事
- 明治元年6月22日 - 明治3年8月19日（1870年9月14日） ： 知事・小河一敏（前大阪府堺役所判事、元岡藩士）
- 明治3年8月19日 - 明治4年11月22日 ： 知事・税所篤（前兵庫県権知事、元鹿児島藩士）
- 明治4年11月22日 - 明治14年2月7日 ： 県令・税所篤（前堺県知事）